# Massilly
Massilly é uma comuna francesa na região administrativa de Borgonha-Franco-Condado, no departamento Saône-et-Loire. Estende-se por uma área de 5,43 km². Em 2010 a comuna tinha 348 habitantes (densidade: 64,1 hab./km²).